# 仙台市秋保体育館
仙台市秋保体育館（せんだいしあきうたいいくかん）は、宮城県仙台市太白区にある体育館。

## 施設概要
体育館（アリーナ）
- 床面積
  - 1,005.60m2
- 利用可能種目
  - バスケットボール：1面、バレーボール：2面、バドミントン：6面、テニス：1面、卓球：15台、ミニバスケットボール：2面が利用可能。

その他
- 小ホール
- 幼児プレイコーナー

## 休館日
- 年末年始（12月28日 - 1月4日）
- 月1回点検日（不定期）

## アクセス
- 秋保温泉から約8km。
- バス
  - 宮城交通バス利用。仙台駅：西口バスプール8番のりば・上の原、秋保大滝行きに乗車、所要時間：約1時間、「秋保中学校前」停留所下車、徒歩で約5分。
- 駐車場あり（無料：41台）

## 周辺
- 国道457号
- 仙台市長袋グラウンド